# Malea ringens
Malea ringens (denominada, em inglês, grinning tun, great grinning tun ou Pacific cask shell; estes termos, "tun" e "cask", traduzidos para o português, significando "tonel" e relacionando-se com o gênero Tonna, podendo estar junto a "grinning", cujo significado é "sorrindo") é uma espécie de molusco gastrópode, predadora e marinha, do leste do oceano Pacífico, pertencente à família Tonnidae da ordem Littorinimorpha, na subclasse Caenogastropoda; classificada por William John Swainson, em 1822, no texto "description of several new shells, and remarks on others, contained in the collection of the late Mrs. Bligh"; e publicado em a catalogue of the rare and valuable shells, which formed the celebrated collection of the late Mrs. Bligh. The sale of this collection...; 20 May. C. Dubois, London: appendix, pp. 1–20; sendo considerada a espécie-tipo de seu gênero.

## Descrição da concha e hábitos
Concha inflada, globosa-ovalada e um tanto engrossada, com espiral baixa, podendo atingir até 27 centímetros de comprimento, com grande volta terminal e abertura ampla e semicircular, além de apresentar tonalidade geralmente castanho-amarelada ou branco-amarelada, mais ou menos clara e com suturas (junções entre as voltas de sua espiral) rasas; dotada de um relevo muito esculpido de chanfraduras, ou cordões grossos, em espiral, mas não possuindo varizes. Columela escavada em seu ponto médio, com uma protuberância de três estrias, abaixo, e uma protuberância menor, com duas a três pontas, ou pregas, acima; além de possuir um calo parietal largo. Abertura com lábio externo espesso, engrossado e fortemente dentado. Canal sifonal curto, resumindo-se a uma ondulação. Opérculo apenas na fase jovem. Protoconcha bastante grande.

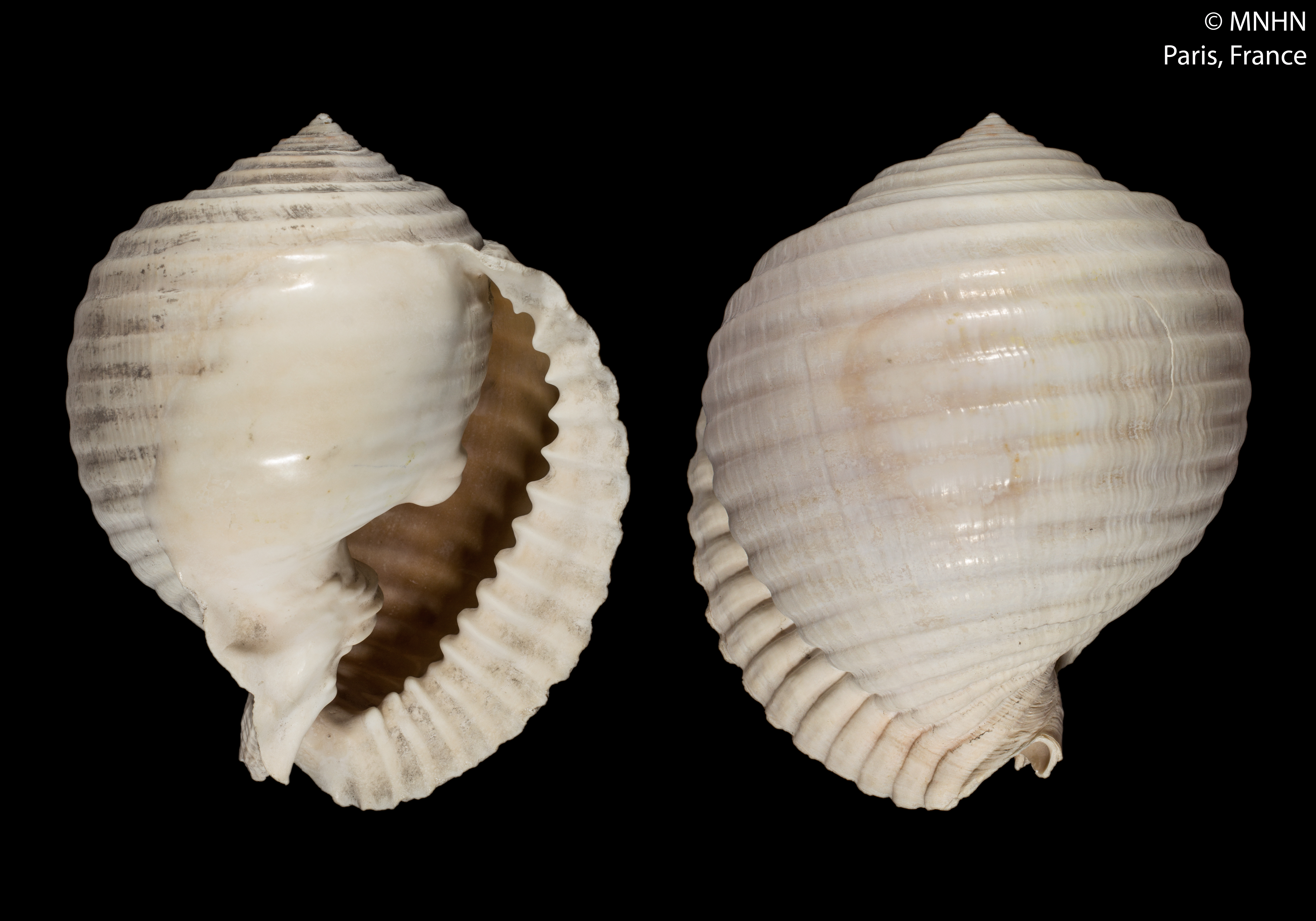
Duas vistas da concha do síntipo de M. ringens, coletada em Acapulco, México; espécime da coleção do Museu Nacional de História Natural, Paris.

É encontrada em águas da zona nerítica e zona entremarés, principalmente em áreas com areia e saliências rochosas.

## Distribuição geográfica
Malea ringens ocorre no leste do Pacífico tropical e subtropical, entre o México e o Peru, passando pela América Central, mas também nas Galápagos.